# قمش (مقاطعة دلفان)
قمش (بالفارسية: قمش) هي قرية تقع في قسم ايتيوند الجنوبي الريفي (مقاطعة دلفان) في إيران. يقدر عدد سكانها بـ 546 نسمة بحسب إحصاء 2016.